# Districtul Zéralda
Zéralda este un district din provincia Alger, Algeria.